# 4487 Pocahontas
4487 Pocahontas è un asteroide near-Earth. Scoperto nel 1987, presenta un'orbita caratterizzata da un semiasse maggiore pari a 1,7302911 UA e da un'eccentricità di 0,2966115, inclinata di 16,40437° rispetto all'eclittica.